# Bergen op Zoom
Bergen op Zoom este o comună și o localitate în provincia Brabantul de Nord, Țările de Jos.

## Localități
Bergen op Zoom, Heimolen,  Halsteren (11.410 loc.),  Lepelstraat (2.070 loc.), Kladde

## Personalități născute aici
- Wim Crusio (n. 1954), neurogenetician.